# 辛葭舟
辛葭舟（1898年—1966年10月2日），又名辛在湄、郝伊人，男，山东章丘人，中国政治人物，曾任全国政协委员、山东省交通厅厅长、民革中央委员、民革山东省委代理主任等职。

## 生平
1898年，辛葭舟出生于山东省章丘县辛寨乡辛寨村的一个地主家庭，父亲是辛铸九。1915年，辛铸九携家眷到益都县出任益都师范学校校长，并在山东省立第十中学兼课。同年，辛葭舟考入山东省立第十中学就读。1919年，辛铸九回到济南，先后被选举为章丘县议员和山东省议员，辛葭舟随之转入济南的山东省立第一中学。1924年，辛葭舟毕业于北京朝阳大学法律系。毕业后，历任江苏淮安关分关主任，山东建设厅、财政厅科员、视察员，山东平市官钱局滕县、潍县分局局长。
1937年，抗日战争爆发后，辛铸九命他回老家章丘，不久他带着5个子女逃离章丘。流亡数月后，辛葭舟联系中共山东省委参加八路军。历任八路军山东纵队贸易局局长，山东省贸易局局长，山东省参议会参议员。解放战争时期，任山东省政府委员、山东省支前委员会经理处处长、山东省交际处处长等职。1943年8月12日至9月8日，山东省战时工作推行委员会在山东莒南召开山东省参议会一届二次大会，更名为“山东省战时行政委员会”，辛葭舟任行政委员。1948年8月，山东古代文物管理委员会在中共中央华东局暨山东省政府在驻地益都县张庄成立，辛葭舟任委员。
1949年，山东省5.5万随军常备民工在渡江战役胜利后全部复员，省政府成立民工复员委员会，辛葭舟任委员。1950年3月16日，山东省各界人民代表会议第一次会议选举产生的山东省人民政府，辛葭舟以民主人士身份参会，当选为省人民政府委员，任山东省交通局局长。1952年，辛葭舟加入中国国民党革命委员会（以下称民革），任民革中央委员；1953年，山东省交通局改为山东省交通厅，辛葭舟任厅长。1954年10月至1958年10月，担任民革山东省委第一、二届常务委员。1955年3月，辛葭舟以民革党员身份在第一届山东省人民代表大会第二次会议选举产生的山东省人民委员会中当选为省人民委员会委员，并于1958年11月省二届人大、1963年12月省三届人大的选举中连任。1958年10月，辛葭舟当选为民革山东省委第三届副主任委员、常务委员，并于1963年4月连任第四届副主任委员、常务委员，1966年3月26日民革山东省委主任委员李澄之逝世，辛葭舟于3月30日任代理主委。1959年，辛葭舟当选为中国人民政治协商会议第三届全国委员会委员，1965年1月连任第四届全国政协委员，均属“特别邀请人士”组别。
1966年10月2日，辛葭舟在济南病逝，时任全国政协委员、山东省交通厅厅长、民革中央委员、民革山东省委会代理主任委员，终年68岁。

## 子女
辛葭舟娶有一妻一妾，育有三儿三女。次女辛锐在抗日战争中牺牲，2014年9月1日被中华人民共和国民政部将其列入《第一批著名抗日英烈和英雄群体名录》；长子辛树声，又名赵辛，曾任中共济南工委书记，后因自首变节被开除党籍；次子辛树明，又名辛曙明，在抗日战争中牺牲；幼女辛树颖，又名辛颖，曾任辛锐中学名誉校长；幼子辛树英曾任民革山东省委常委委员。